# Estación de El Pimpollar
El Pimpollar es un apeadero ferroviario situado al oeste del municipio español de Santa María de la Alameda en la Comunidad de Madrid. Cuenta únicamente con servicios de Media Distancia.

## Situación ferroviaria
La estación se encuentra en el punto kilométrico 73 de la línea férrea de ancho ibérico que une Madrid con Hendaya a 1086,06 metros de altitud, entre las estaciones de Las Navas del Marqués y Santa María de la Alameda-Peguerinos. El tramo es de vía doble y está electrificado. 

## Historia
El apeadero se encuentra en el trazado de la línea radial Madrid-Hendaya puesto en marcha por la Compañía de los Caminos de Hierro del Norte de España el 1 de julio de 1863 con la apertura del tramo Ávila – El Escorial. 
El Pimpollar sin embargo no contaba con infraestructuras que permitieran la detención de los trenes en aquel momento ya que la apertura del apeadero se produjo a principios de los años setenta en el siglo XX.

## La estación
El Pimpollar es un simple apeadero. Sus infraestructuras se limitan a un reducido refugio y a unas zonas de asiento. Cuenta con dos vías y dos andenes laterales. 

## Servicios ferroviarios
Renfe presta servicios de Media Distancia usando trenes regionales a razón de dos relaciones diarias en ambos sentidos cadenciados con los servicios que presta Cercanías Madrid.
| Línea MD | Trenes   | Origen/Destino          |  | Destino/Origen          |
| -------- | -------- | ----------------------- |  | ----------------------- |
| 16       | MD       | Madrid-Príncipe Pío     |  | Vitoria Irún            |
| 13       | MD       | Madrid-Príncipe Pío     |  | Salamanca La Alamedilla |
| 16       | MD       | Madrid-Príncipe Pío     |  | León                    |
| 51       | Regional | Madrid-Atocha Cercanías |  | Ávila                   |